# 小行星9494
小行星9494（9494 Donici）是一颗绕太阳运转的小行星，为主小行星带小行星。该小行星于1971年3月26日由CJ van Houten和I.Van Houten-Groeneveld发现。

## 轨道参数
小行星9494的轨道半长轴为2.1936620 UA，离心率为0.084。